# 八角蓮
八角莲（學名：Dysosma pleiantha），又名獨腳蓮、八角盤、鬼臼、山荷葉、八角金盤、六角蓮、一碗水，为小蘗科八角莲属的植物。

## 形态
八角莲為多年生草本，其莖單出直立，約高有30公分，還具有匍匐的地下莖。其盾狀圓形的葉子一般是兩枚叉生在莖頂，徑約30公分，裂成6到8個三角形裂片，其邊緣還長有絨毛細齒，另外還具有長柄。而其花朵則以5到8朵垂懸於兩葉腋之間，徑約有10公分，由6到9枚倒披針形的紅棕色花瓣組成，另外還長有3枚苞片、6枚線狀長橢形的紫紅色萼片。會結橢球形的漿果。此種花色除有典型之紅棕色外尚有粉紅花、白花等花色之品系。

## 分布
中國大陸中部及中南部、台灣本島北部及中部山區、中亞熱帶到南亞熱帶，生長於海拔600－2000公尺的森林內。

## 用途
在中藥裡使用，然而為稀有植物，而且有毒。
根状茎及根入药，功能清热解毒、化痰散结、祛瘀消肿，主治痈肿疔疮及治毒蛇咬傷的等藥效；又可做為觀賞植物。